# Zubin Potok
Zubin Potok kisváros és egyben közigazgatási terület Koszovó északnyugati részén, Kosovska Mitrovica Kerületben. A város és a hozzá tartozó közigazgatási részek egyben Észak-Koszovó részét is képezik, amely a déli, albánok lakta országrésztől némileg független módon bonyolítja ügyeit, mivel itt többségében szerb lakosság él. Az 1991-es népszámláláskor 8479 ember élt a városban és a hozzá tartozó közigazgatási területeken.

## Népesség
| Etnikai összetétel                                        |            |          |         |     |       |     |            |
| Év/Népesség                                               | Szerbek    | %        | Albánok | %   | Egyéb | %   | Összesen   |
| 1991                                                      | kb. 7750   | 89,1     | kb. 850 | 9,8 | 100   | 1,1 | kb. 8700   |
| 1999. január                                              | kb. 11 000 | kb. 91,7 | 850     | 7,1 | N/A   | N/A | kb. 12 000 |
| Jelenlegi adatok                                          | 14 000     | 93,9     | kb. 800 | 5,4 | N/A   | N/A | kb. 14 900 |
| Ref: Organization for Security and Co-operation in Europe |            |          |         |     |       |     |            |

## Gazdaság
Zubin Potok gazdasági termelésének fő ágát a mezőgazdaság képviseli, ugyanakkor a mezőgazdasági termelés némileg visszaesett az utóbbi időkben a befektetések hiánya miatt. A helyi gyárak termelésére igen rossz hatással van, hogy az albán és a koszovói albán oldalon elmaradnak a vásárlók. A város gyárainak többsége szerb tulajdonú anyavállalattal rendelkezik, ám az itt dolgozó munkaerő csak rendszertelen munkarendben tud dolgozni és csak rendszertelenül jutnak fizetéshez. A környék gyárainak termékeit elsősorban Szerbiába szállítják. 

## Lakott települések a közigazgatási egységben

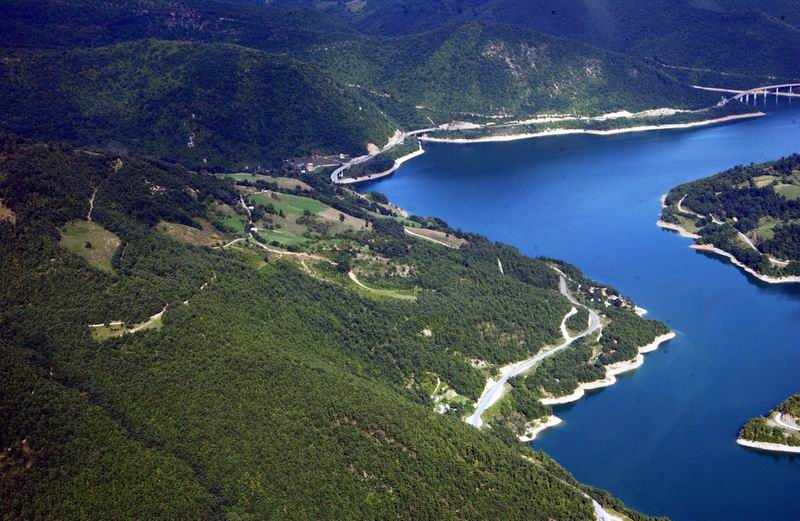
A Gazivoda-tó Zubin Potoknál

A közigazgatási egységben az alábbi lakott települések találhatóak (elöl a szerb, azután az albán megnevezések szerepelnek):
| - Banja / Banjë - Brnjak / Bërnjak - Bube / Bubë - Čabra / Çabër - Čečevo / Çeçevë - Češanoviće / Çeshanovë - Crepulja / Crepulë - Čitluk / Çitluk - Donje Varage / Varagë e Ulët - Drajinoviće / Drainovë - Dren / Dren - Gornji Jasenovik / Jasenoviku i Epërm - Gornji Strmac / Stramci i Epërm - Jagnjenica / Jaqnenicë - Junake / Junce | - Kozarevo / Kozareva - Krligate / Krligatë - Lučka Reka / Lluçkarekë - Međeđi Potok / Prroj i Megjës - Oklace / Oklace - Rezala / Rezallë - Rujište / Rujishtë - Tušiće / Tushiqë - Velika Kaludra / Kalludra e Madhe - Velji Breg / Bregu i Madh - Vojmisliće / Vojmisliq - Zečeviće / Zeçevicë - Zubin Potok / Zubinpotok - Zupče / Zupçë |

## Fordítás
Ez a szócikk részben vagy egészben  a   Zubin Potok című angol Wikipédia-szócikk ezen változatának fordításán alapul.  Az eredeti cikk szerkesztőit annak laptörténete sorolja fel. Ez a jelzés csupán a megfogalmazás eredetét és a szerzői jogokat jelzi, nem szolgál a cikkben szereplő információk forrásmegjelöléseként.